# Reforma Ortográfica de 1973
A Reforma Ortográfica de 1973 foi uma mudança na ortografia em Portugal, promulgada pelo decreto-lei 32/1973, de 6 de fevereiro, pelo então presidente Américo Thomaz, na sequência de uma sugestão da Secção de Ciências Filológicas da Academia das Ciências de Lisboa. A reforma aboliu o acento grave e o acento circunflexo em palavras formadas pelo sufixo -mente e pelos sufixos iniciados por z. Deixaram assim de ser acentuadas palavras como pràticamente, indelèvelmente, ìntimamente, avôzinho e nùmerozinho. A razão alegada para a alteração foi a aproximação com a ortografia brasileira, que introduzira a mesma mudança na sua reforma de 1971.
| Antes             | Depois            |
| ----------------- | ----------------- |
| apàticamente      | apaticamente      |
| unânimamente      | unanimamente      |
| cândidamente      | candidamente      |
| acadèmicamente    | academicamente    |
| bebèzinho         | bebezinho         |
| farmacêuticamente | farmaceuticamente |
| linguìsticamente  | linguisticamente  |
| falìvelmente      | falivelmente      |
| cubìculozinho     | cubiculozinho     |
| sòzinho           | sozinho           |
| recônditamente    | reconditamente    |
| avòzinha          | avozinha          |
| econòmicamente    | economicamente    |
| ùltimamente       | ultimamente       |
| volùvelmente      | voluvelmente      |
| tùnicazinha       | tunicazinha       |